# Le Train Bleu (restaurant)
Le Train Bleu ("Det Blå Tog") er en restaurant, der er indrettet op togstationen Gare de Lyon Paris, France. I 1972 blev den erklæret for et Monument Historique.
Restauranten blev oprindeligt etableret til Exposition Universelle (1900). Hvert af de ornamenterede rum er tematiserede så de repræsenterer byer og regioner i frankrig. De blev dekoreret med 41 malerier af nogle af dattidens mest populære kunstnere.
Oprindelig blev restauranten kaldt "Buffet de la Gare de Lyon", men den blev omdøbt til det nuværende "Le Train Bleu" i 1963, opkaldt efter det berømte tog af samme navn.

## Kunstnere der har dekoreret Le Train Bleu
- Charles Bertier
- Eugène Burnand
- Eugène Dauphin
- Guillaume Dubufe
- François Flameng
- Henri Gervex
- Gaston La Touche
- Max Leenhardt
- Albert Maignan
- Frédéric Montenard
- Jean-Baptiste Olive
- Edmond Marie Petitjean
- Albert Rigolot
- Édouard Rosset-Granger
- Paul Saïn
- Gaston Casimir Saint-Pierre

## Le Train Bleu i film
Restauranten har optrådt i adskillige film, inklusive:
- 1972: Travels with My Aunt, instrueret af George Cukor
- 1973 The Mother and the Whore, instrueret af Jean Eustache
- 1990: Nikita, instrueret af Luc Besson
- 1998: Place Vendôme, instrueret af Nicole Garcia
- 2003: Filles uniques, instrueret af Pierre Jolivet
- 2007: Mr. Bean's Holiday, instrueret af Steve Bendelack
- 2009: Micmacs, instrueret af Jean-Pierre Jeunet